# 1627
| [ Edytuj tabelę ]              | |
| Król Polski                    | - 1587 Zygmunt III Waza 1632 |
| Współksiążęta Andory           | - 1622 Luís Díes de Aux de Armendáriz 1627 - 1627 Antonio Pérez 1633 - 1610 Ludwik XIII 1643                                                        |
| Król Anglii i Szkocji          | - 1625 Karol I 1649 |
| Elektor Bawarii                | - 1623 Maksymilian I Bawarski 1651 |
| Elektor Brandenburgii          | - 1619 Jerzy Wilhelm 1640 |
| Sułtan Brunei                  | - 1619 Abdul Jailul Akhbar 1649 - 1625 Muhammad Ali 1660                                                                                            |
| Cesarz Chin                    | - 1620 Tianqi 1627 - 1627 Chongzhen 1644 |
| Król Czech                     | - 1620 Ferdynand II Habsburg 1637 |
| Król Danii                     | - 1588 Chrystian IV 1648 |
| Dalajlama                      | - 1617 Lobsang Gjaco 1682 |
| Cesarz Etiopii                 | - 1606 Susnyjos I 1632 |
| Król Francji                   | - 1610 Ludwik XIII 1643 |
| Król Gruzji                    | - 1614 Tejmuraz I 1632 |
| Król Hiszpanii                 | - 1621 Filip IV 1665 |
| Landgraf Hesji-Kassel          | - 1592 Maurycy Uczony 1627 - 1627 Wilhelm V Stały 1637                                                                                              |
| Stadhouder Holandii            | - 1625 Fryderyk Henryk Orański 1647 |
| Szach Iranu                    | - 1587 Abbas I Wielki 1629 |
| Państwo Wielkich Mogołów       | - 1605 Dżahangir 1627 - 1627 Szahdżahan 1658 |
| Król Irlandii                  | - 1625 Karol I Stuart 1649 |
| Cesarz Japonii                 | - 1611 Go-Mizunoo 1629 |
| Kalif                          | - 1623 Murad IV 1640 |
| Patriarcha Konstantynopola     | - 1623 Cyryl Lukaris 1633 |
| Władca Korei                   | - 1623 Injo 1649 |
| Książę Kurlandii i Semigalii   | - 1587 Fryderyk Kettler 1642 |
| Książę Liechtensteinu          | - 1608 Karol I 1627 - 1627 Karol Euzebiusz 1684 |
| Książę Monako                  | - 1612 Honoriusz II 1662 |
| Król Nawarry                   | - 1610 Ludwik XIII 1643 |
| Król Norwegii                  | - 1588 Chrystian IV 1648 |
| Sułtan Omanu                   | - 1624 Nasir ibn Murszid 1649 |
| Elektor Palatynatu             | - 1623 Maksymilian I Bawarski 1648 |
| Papież                         | - 1623 Urban VIII 1644 |
| Książę Parmy i Piacenzy        | - 1622 Edward I 1646 |
| Król Portugalii                | - 1621 Filip III 1640 |
| Książę w Prusach               | - 1620 Jerzy Wilhelm 1640 |
| Car Rosji                      | - 1613 Michał I 1645 |
| Cesarz Rzymski (niemiecki)     | - 1619 Ferdynand II Habsburg 1637 |
| Kapitanowie Regenci San Marino | - 1626 Belluzzo Belluzzi Pier Marino Ricci 1627 - 1627 Annibale Loli Pier Antonio Gabrielli 1627 - 1627 Pietro Tosini Corbelli Andrea Giannini 1628 |
| Elektor Saksonii               | - 1611 Jan Jerzy I Wettyn 1656 |
| Król Szwecji                   | - 1611 Gustaw II Adolf 1632 |
| Król Tajlandii                 | - 1611 Songtham 1628 |
| Sułtan Turków                  | - 1623 Murad IV 1640 |
| Doża Wenecji                   | - 1624 Giovanni Cornaro 1630 |
| Król Węgier                    | - 1619 Ferdynand III 1637 |
| Książęta Wirtembergii          | - 1608 Jan Fryderyk 1628 |

Rok 1627 / MDCXXVII
stulecia: XVI wiek ~
XVII wiek ~
XVIII wiek

lata: 1617 «
1622 «
1623 «
1624 «
1625 «
1626 «
1627
» 1628
» 1629
» 1630
» 1631
» 1632
» 1637

## Wydarzenia w Polsce
- styczeń – nieudana próba odzyskania przez Gdańszczan twierdzy Głowa Gdańska
- luty – spalenie przez Polaków kilku okrętów szwedzkich w zamarzniętym porcie w Elblągu
- 23 marca – starcie sił polskich z najemnikami szwedzkimi z Meklemburgii przy granicy pod Białym Borem
- 2 kwietnia – wojna polsko-szwedzka: wojska polskie odzyskały Puck broniony przez 900 Szwedów pod dowództwem Szkota Jacoba Seatona
- 7 kwietnia – starcie pod Bożepolem najemników z Meklemburgii z grupą Łukasza Żółkiewskiego
- kwiecień – wojna polsko-szwedzka: zaskoczenie i rozbicie przez Szwedów pod Dzierzgoniem polskiego oddziału jazdy, hajduków i wojsk kwarcianych
- 12–17 kwietnia – wojna polsko-szwedzka: bitwa pod Czarnem, znana także jako bitwa pod Hamersztynem (Hammerstein).
- 2 maja – porażka Gdańszczan w starciu ze Szwedami pod dowództwem Franciszka Bernarda von Thurna
- 24 lipca – wojna trzydziestoletnia: zwycięstwo Austriaków nad Duńczykami w bitwie pod Granowem.
- 7–8 sierpnia – wojna polsko-szwedzka: bitwa pod Tczewem nierozstrzygnięta pomiędzy wojskami polskimi a szwedzkimi. W bitwie ranny został Gustaw II Adolf.
- 12 października-24 listopada – w Warszawie obradował sejm zwyczajny[1].
- 28 listopada – wojna polsko-szwedzka: flota polska zwyciężyła zespół floty szwedzkiej w bitwie morskiej pod Oliwą.
- W Puszczy Jaktorowskiej padła (z przyczyn naturalnych) ostatnia samica tura.
- Krzysztof Ossoliński rozpoczął budowę pałacu Krzyżtopór w Ujeździe.

## Wydarzenia na świecie
- 30 lipca – włoski półwysep Gargano nad Morzem Adriatyckim został zdewastowany przez tsunami wywołane trzęsieniem ziemi.
- Wprowadzenie taryfy pocztowej we Francji.
- Wyginął gatunek turów, padła ostatnia samica.

## Urodzili się
- 1 lipca - Anna Maria, księżniczka Meklemburgii-Schwerin, księżna Saksonii-Weißenfels (zm. 1669)
- 27 września – Jacques-Bénigne Bossuet, francuski pisarz, teolog i historyk (zm. 1704).
- 12 listopada – Diego Luis de San Vitores, hiszpański jezuita, misjonarz, męczennik, błogosławiony katolicki (zm. 1672)

## Zmarli
- 24 maja – Luis de Góngora y Argote, hiszpański poeta (ur. 1561)
- 29 czerwca:
  - Ludwik Exarch, hiszpański dominikanin, misjonarz, męczennik, błogosławiony katolicki (ur. 1596)
  - Mancjusz od Krzyża, japoński dominikanin, męczennik, błogosławiony katolicki (ur. ?)
  - Piotr od św. Marii, japoński dominikanin, męczennik, błogosławiony katolicki (ur. ?)
- 16 sierpnia – Kacper Vaz, japoński tercjarz franciszkański, męczennik, błogosławiony katolicki (ur. ?)
- 17 sierpnia:
  - Gajusz Akashi Jiemon, koreański tercjarz dominikański, męczennik, błogosławiony katolicki (ur. ?)
  - Magdalena Kiyota, japońska tercjarka dominikańska, męczennica, błogosławiona katolicka (ur. ?)
  - Franciszek Kuhyōe, japoński tercjarz franciszkański, męczennik, błogosławiony katolicki (ur. ?)
  - Franciszka Pinzokere, japońska tercjarka dominikańska, męczennica, błogosławiona katolicka (ur. ?)
- 28 listopada – Arend Dickmann, admirał polskiej floty wojennej holenderskiego pochodzenia (ur. 1572) oraz Nils G. Stiernskjoeld, dowódca zespołu floty szwedzkiej, blokującej port w Gdańsku
- data dzienna nieznana: 
  - Maria Vaz, japońska tercjarka franciszkańska, męczennica, błogosławiona katolicka (ur. ?)

## Święta ruchome
- Tłusty czwartek: 11 lutego
- Ostatki: 16 lutego
- Popielec: 17 lutego
- Niedziela Palmowa: 28 marca
- Wielki Czwartek: 1 kwietnia
- Wielki Piątek: 2 kwietnia
- Wielka Sobota: 3 kwietnia
- Wielkanoc: 4 kwietnia
- Poniedziałek Wielkanocny: 5 kwietnia
- Wniebowstąpienie Pańskie: 13 maja
- Zesłanie Ducha Świętego: 23 maja
- Boże Ciało: 3 czerwca